# 여수국가산업단지
여수국가산업단지(Yeosu Industrial Complex)는 전라남도 여수시 중흥동, 삼일동 일대에 있는 산업단지로서 임해공단의 양호한 입지여건을 이용한 종합 석유화학산업 단지로 육성되었다. 1978년 5월 26일에 준공되었다. 여수시 북쪽 9km 지점에 위치하고 있다. 관리 면적은 31,711천m2이며, 분양 면적은 총 24,173천m2이다.

## 개요
사업 시행자는 한국수자원공사와 한국산업단지공단이며, 연혁은 다음과 같다.
- 1974년 4월 1일 여천공업기지개발구역지정고시(건설부고시 제92호)
- 1981년 3월 11일 여천공업기지개발구역기본계획고시(건설부고시 제72호)
- 1999년 9월 15일 여천국가산업단지확장단지조성사업실시계획변경승인고시(제1999-260호)
- 2001년 4월 12일 여천국가산업단지 개발계획변경(건설교통부 고시 제2001-81호)
- 2002년 10월 10일 여수국가산업단지 관리기본계획개정고시 (산업자원부 고시 제 2002-96호)

## 입지

### 고속도로
- 호남고속도로, 남해고속도로 순천 IC(33km) 위치 (서울 435km, 광주 129km, 순천 33km)

### 국도
- 국도 제17호선 (여수↔순천↔남원↔전주)

### 항공
- 여수공항 (10km)
- 사천공항 (86km)

### 철도
- 전라선 여천역(9.8km) 이용(서울 437km, 광주 128km)

## 같이 보기
- 대한민국의 국가산업단지 목록